# Cementerios (métro de Santiago)
Cementerios est une station du Ligne 2 du métro de Santiago, dans la commune de Recoleta.

## Histoire
La station est ouverte depuis 2005. Son nom vient de l'avenue Recoleta, avec l'avenue Arzobispo Valdivieso est situé juste au-dessus de la station.